# Горішнє Спанчево
Горішнє Спанче́во (болг. Горно Спанчево) — село в Благоєвградській області Болгарії. Входить до складу общини Санданський.

## Населення
За даними перепису населення 2011 року у селі проживали 80 осіб, з них 76 осіб (98,7%) — болгари.
Розподіл населення за віком у 2011 році:
Динаміка населення: